# Resolució 2242 del Consell de Seguretat de les Nacions Unides
La Resolució 2242 del Consell de Seguretat de les Nacions Unides, fou adoptada per unanimitat el 13 d'octubre de 2015. El Consell, recordant el compromís assolit en la Resolució 1325 (2000), va acordar una major implicació del paper de les dones en la resolució de conflictes armats.

## Contingut
99 països estaven obligats per la Convenció sobre l'eliminació de totes les formes de discriminació contra la dona, aprovada l'any 1979 per l'Assemblea General de les Nacions Unides. Aquests països havien d'incloure la igualtat de gènere entre homes i dones en la seva legislació, abolir les lleis discriminatòries i prohibir la discriminació contra la dona.
El 1995, 189 països van acordar a Pequín treballar en matèria d'igualtat de gènere i l'emancipació de dones. El 27 de setembre de 2015, més de 70 caps d'estat van fer balanç a Nova York; la primera vegada que es va discutir la igualtat de gènere en aquest nivell.
L'any 2000 el propi Consell de Seguretat havia adoptat la Resolució 1325, que tenia com a objectiu augmentar el paper de la dona en la resolució de conflictes armats. Això es deu en part a l'ús de més dones en operacions de pau, però també demanà als països que elevessin la representació de les dones en les organitzacions polítiques. Aquesta pregunta es va repetir una vegada més. Més països n'havien elaborat plans d'acció en els últims anys. La pròpia ONU volia duplicar el nombre de cascos blaus femenins en un termini de cinc anys.
La resolució 1325 havia d'aplicar-se més en els seus propis rangs. Un grup d'experts informals havia de conduir a un enfocament més sistemàtic, major supervisió i coordinació dels esforços. També es tindrà en compte la situació específica de cada país en l'agenda del Consell de Seguretat. Es convidaria a les organitzacions civils, inclosos els moviments de dones, a donar explicacions.
La violació en grup, l'esclavitud sexual i els matrimonis forçats eren particularment comuns en grups terroristes. El Consell també estava molt preocupat per les denúncies d'abús sexual per cascos blaus. Es va demanar als països que entrenessin adequadament les seves tropes i que en fessin seguiment durant les missions.